# Zbór Chrześcijańskiej Wspólnoty Zielonoświątkowej w Gliwicach-Łabędach
Zbór Chrześcijańskiej Wspólnoty Zielonoświątkowej w Gliwicach – zbór  Chrześcijańskiej Wspólnoty Zielonoświątkowej działający w Gliwicach, w dzielnicy Łabędy.

## Historia
W latach 90. XX wieku na terenie Gliwic rozpoczęto prowadzenie domowych spotkań modlitewnych ewangelicznie wierzących chrześcijan w siedmio i dziesięcioosobowych grupach. W 1999 ich uczestnicy podjęli decyzję o powołaniu na terenie miasta nowego zboru, w tym celu nawiązano stosunki z Chrześcijańską Wspólnota Zielonoświątkową i jej zborem w Zabrzu. Siedzibą nowej wspólnoty stał się budynek przy ul. Kozielskiej 52 w Gliwicach, a pierwsze nabożeństwo nowo powołanego zboru odbyło się tam 14 października 2001. Pastorem zboru Chrześcijańskiej Wspólnoty Zielonoświątkowej w Gliwicach został Manfred Macalla, a jego zastępcą – Wiesław Świderski. Funkcję diakonów pełnili Władysław Krężel i Kazimierz Wolff.
Końcem grudnia 2001 miała miejsce ordynacja Romana Jawdyka i Andrzeja Poręby. W okresie tym zbór skupiał 43 ochrzczonych członków. W 2005 miał miejsce chrzest kolejnych 6 osób, natomiast w nabożeństwach brało udział wówczas około 50–70 wiernych. Odbywały się zajęcia szkółek niedzielnych oraz praca z młodzieżą. Zbór prowadził także publiczne ewangelizacje na terenie miasta, zajmował się dystrybucją Nowego Testamentu wśród mieszkańców Gliwic, jak również działalnością misyjną na terenie gliwickiego Aresztu Śledczego oraz w Zakładzie Karnym w Strzelcach Opolskich. Wraz z Misją „Elim” z Wisły organizowano służbę ewangelizacyjną w ośrodkach dla osób uzależnionych.
W związku z rezygnacją Manfreda Macalla z pełnienia funkcji pastora zboru, 26 grudnia 2010 miało miejsce nabożeństwo, na którym podziękowano mu za służbę na tym stanowisku. Uroczystość ta połączona była z wprowadzeniem w urząd przez Romana Jawdyka i Andrzej Porębę nowego pastora, Wiesława Świderskiego.
Od 2 stycznia 2011 spotkania zboru prowadzone są w nowym domu modlitwy przy ul. Staromiejskiej 4B.

## Działalność
Pastorem zboru jest Wiesław Świderski. Nabożeństwa odbywają się dwa razy w tygodniu w domu modlitwy zlokalizowanym przy ul. Staromiejskiej 4B.
Prowadzone są szkółki niedzielne oraz działalność charytatywna. Zbór angażuje się ponadto w pracę ewangelizacyjną na terenie Aresztu Śledczego w Gliwicach oraz Zakładu Karnego nr 1 w Strzelcach Opolskich. Prowadzona jest służba wśród osób uzależnionych.